# Irene d'Or
Irene d'Or è un film muto del 1923 diretto da Karl Sander e da Frederic Zelnik

## Produzione
Il film fu prodotto dalla Zelnik-Mara-Film GmbH (Berlin).

## Distribuzione
In Germania, il film fu distribuito il 15 febbraio 1923 con il visto di censura rilasciato il 18 gennaio.